# Peru na Letnich Igrzyskach Olimpijskich 2000
Peru na Letnich Igrzyskach Olimpijskich 2000 reprezentowało 21 zawodników, 8 mężczyzn i 13 kobiet.

## Skład kadry

### Judo
- Germán Velasco

### Lekkoatletyka
- Hugo Muñoz – skok wzwyż (odpadł w eliminacjach)
- Maria Portillo – maraton (32. miejsce)

### Pływanie
- Luis López Hartinger – 50 m stylem dowolnym (odpadł w eliminacjach)
- Juan Pablo Valdivieso – 200 m stylem motylkowym (odpadł w eliminacjach)
- Talía Barrios – 50 m stylem dowolnym (odpadła w eliminacjach)

### Siatkówka
Turniej kobiet (11. miejsce):
- Fiorella Aita
- Milagros Camere
- Leyla Chihuán
- Iris Falcón
- Rosa García
- Elena Keldibekova
- Natalia Málaga
- Milagros Moy
- Diana Soto
- Milagros Uceda
- Janet Vasconzuelo
- Yulissa Zamudio

Trener: Kim Man-bok

### Skoki do wody
- Abel Sánchez – trampolina – 3 m (24. miejsce)
- Abel Sánchez – platforma – 10 m (37. miejsce)

### Strzelectwo
- Francisco Boza – Trap
- Juan Jorge Giha Jr. – Skeet

### Żeglarstwo
- Luis Alberto Olcese – Laser (33. miejsce)